# Bamboléo
"Bamboléo" is een nummer van de Franse groep Gipsy Kings uit 1987. Het is een Spaanstalig lied, afkomstig van het album Gipsy Kings. Het nummer is geschreven door bandleden Tonino Baliardo, Chico Bouchikhi en Nicolas Reyes en gearrangeerd door Dominique Perrier. Een deel van het nummer is een bewerking van het Venezolaanse lied "Caballo Viejo" van Simón Díaz uit 1980 en het refrein is gebaseerd op Bamboleô van André Filho, opgenomen door Carmen Miranda in 1931. Het nummer is onder meer gecoverd door Julio Iglesias.
"Bamboléo" werd een van de grootste hits voor de band. In de Nederlandse Top 40 werd de negende plek gehaald, in de Ultratop 50 Singles plek 23. In thuisland Frankrijk schopte het nummer het tot de zevende plek.

## NPO Radio 2 Top 2000
| Nummer met noteringen in de NPO Radio 2 Top 2000 | '99  | '00  |
| ------------------------------------------------ | ---- | ---- |
| Bamboléo                                         | 1515 | 1655 |

1. ↑  Een vetgedrukt getal geeft de hoogste notering aan.
2. ↑  Deze tabel is bijgewerkt tot en met de laatste editie (2024).